# Мартін Бальцер
Мартін Бальцер (нім. Martin Baltzer; 10 листопада 1898, Штеттін — 3 квітня 1971, Беккум) — німецький військово-морський діяч, віцеадмірал крігсмаріне.

## Біографія
4 листопада 1916 року вступив добровольцем у ВМФ. Учасник Першої світової війни, служив на важкому крейсері «Фрейя», лінійному кораблі «Принц-регент Луїтпольд». Закінчив навігаційні (1917) і торпедні (1918) курси.
8 травня 1919 року вступив у стрілецький полк в складі добровольчого корпусу в Потсдамі. З 1 жовтня 1919 по 7 вересня 1921 року — командир роти 3-го і 4-го батальйонів берегової оборони. 19 січня 1922 року переведений на крейсер «Гамбург», а в 1922 році направлений спочатку в торпедну школу, а потім у військово-морське училище в Мюрвіку. З 25 березня 1922 року — 2-й офіцер з підготовки на навчальному судні «Ниобе», з 11 липня 1922 по 30 червня 1924 року — на крейсері «Берлін». З 17 жовтня 1925 року — на міноносцях, з 24 жовтня 1926 року — командир міноносця. 27 вересня 1929 року переведений до Департаменту морської оборони Морського управління. З 20 вересня 1930 року — ад'ютант начальника Морського управління адмірала Еріха Редера. З 1 вересня 1933 року — офіцер з бойової підготовки на легкому крейсері «Карлсруе». З 9 липня 1934 року — ротний командир військово-морського училища в Мюрвіку. 10 серпня 1934 року переведений в інспекцію бойової підготовки. З 27 жовтня 1936 року — начальник бойової підготовки 1-ї дивізії ескадрених міноносців, потім інструктор Кільського арсеналу. 8 квітня 1937 року призначений командиром міноносця «Макс Шультц».
З 25 жовтня 1938 року — 1-й ад'ютант штабу військово-морської станції «Остзе». 25 травня 1942 року отримав в командування легкий крейсер «Кельн». Після призначення керівником ОКМ Карла Деніца була проведена чистка всього вищого начальницького складу, Бальцер був відкликаний з чинного флоту і 6 січня 1943 року призначений на важливу посаду начальника Управління особового складу ВМФ. Залишався на чолі управління до свого арешту союзниками 14 липня 1945 року. 18 квітня 1947 року звільнений з полону.

## Звання
- Військовий доброволець і кандидат в офіцери (4 липня 1916)
- Фенріх-цур-зее (26 квітня 1917)
- Лейтенант-цур-зее (18 вересня 1918)
- Обер-лейтенант-цур-зее (1 квітня 1922)
- Капітан-лейтенант (1 квітня 1929)
- Корветтен-капітан (1 квітня 1935)
- Фрегаттен-капітан (1 січня 1939)
- Капітан-цур-зее (1 квітня 1940)
- Контр-адмірал (1 березня 1943)
- Віце-адмірал (1 квітня 1945)

## Нагороди
- Залізний хрест 2-го класу (9 липня 1919)
- Почесний хрест ветерана війни з мечами (7 листопада 1934)
- Медаль «За вислугу років у Вермахті» 4-го, 3-го і 2-го класу (18 років; 2 жовтня 1936) — отримав 3 нагороди одночасно.
- Медаль «У пам'ять 1 жовтня 1938 року» (20 грудня 1939)
- Хрест Воєнних заслуг
  - 2-го класу з мечами (24 вересня 1940)
  - 1-го класу з мечами (30 січня 1942)
- Застібка до Залізного хреста 2-го класу
- Залізний хрест 1-го класу (17 січня 1943)